# Bilkent-Sinfonieorchester

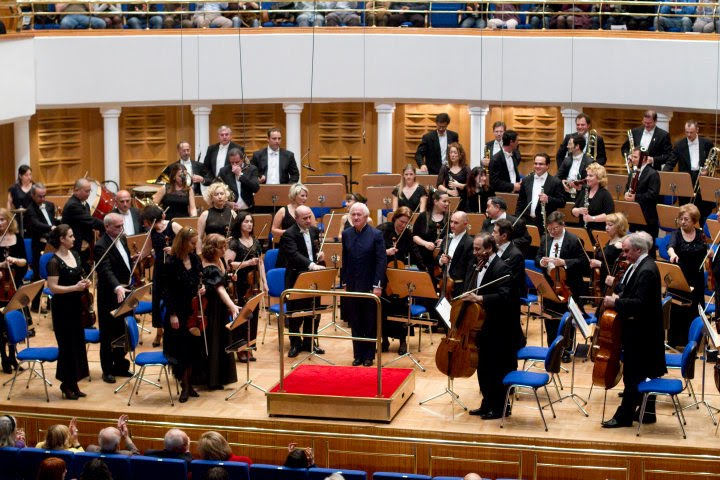
Das Bilkent-Sinfonieorchester mit dem Dirigenten Klaus Weise (2011)

Das Bilkent-Sinfonieorchester (türkisch Bilkent Senfoni Orkestrası, kurz BSO) ist ein Sinfonieorchester aus der Türkei. Das Orchester mit Sitz an der Bilkent-Universität in Ankara wurde 1993 als erstes privates akademisches Orchester der Türkei gegründet.
Das Bilkent-Sinfonieorchester arbeitete mit Gastdirigenten und Solisten zusammen, darunter Wladimir Aschkenasi als Dirigent oder Janine Jansen, Lang Lang, Mischa Maisky und Ivo Pogorelich als Solisten. Das BSO gibt mehr als fünfzig Konzerte pro Jahr. Konzertreisen führten das Orchester unter anderem nach Italien (1998), Deutschland und Portugal (2000), Belgien (2001), in die Schweiz (Montreux, 2002–2004) und nach Japan (Tokio, 2004). Im Jahr 2011 nahm das BSO am Schleswig-Holstein Musik Festival teil.
Mehr als 40 CD-Aufnahmen sind beim hauseigenen Musiklabel Bilkent Music Production entstanden. Seit 2003 sind Aufnahmen bei weiteren Labels wie EMI, cpo und Naxos erschienen.